# アルノー・スケ
アルノー・スケ（Arnaud Souquet, 1992年2月12日 - ）は、フランス・パリ出身のサッカー選手。シカゴ・ファイアーFC所属。ポジションはディフェンダー。

## 経歴
2007年にリールに加入した。2009年7月17日には新たに3年契約を結んだ。
2016年7月25日、OGCニースに移籍した。
2018年8月31日、KAAヘントと4年契約を結んだ。
2019年8月6日、モンペリエHSCに移籍した。
2023年1月9日、シカゴ・ファイアーFCに3年契約で移籍した。